# Mark Rothko
Mark Rothko (Dvinsk, Imperi Rus, avui dia Daugavpils, Letònia, 25 de setembre de 1903 - Nova York, EUA, 25 de febrer de 1970) fou un pintor i gravador estatunidenc d'origen letó, que ha estat classificat com a expressionista abstracte, tot i que ell rebutjava no solament aquesta etiqueta, sinó fins i tot ser anomenat "pintor abstracte".

## Biografia
El nom de naixement de Mark Rothko era Marcus Yakovlevich Rothkowitz (letó Marks Rotko), qui va néixer a Dvinsk durant l'època de la Rússia Tsarista. L'artista, en la seva infantesa, va estudiar a l'escola talmúdica però als deu anys va marxar amb la seva família cap als Estats Units, on va continuar la seva formació a la Universitat Yale i, posteriorment, a l'Art Students League de Nova York (1925). Tot i aquest estudis realitzats, la seva formació artística és considerada totalment autodidacta.
Les biografies situen la seva primera exposició el 1933, al Portland Art Museum. Més tard, durant els anys de la Guerra Civil Espanyola (1936-39), Rothko exposa quadres per a ajudar els nens espanyols. En aquests anys, llegeix Èsquil i Nietzsche, i durant la Segona Guerra Mundial, Rothko rep la influència de Pablo Picasso, Max Ernst, Joan Miró i André Masson.
A partir de 1940 col·labora, juntament amb Adolph Gottlieb, amb la Federació de Pintors i Escultors Moderns: una organització contrària a la politització de l'art i al seu ús propagandístic. Amb Robert Motherwell, David Hare i William Baziotes, Rothko crea el 1948 una escola a Nova York: The Subjects of the Artist. Després, Peggy Guggenheim es convertirà en la seva representant; són anys en què visita Pompeia i altres llocs d'Itàlia, i comença a assaborir moments de glòria.
Més tard, rep influències del surrealisme i s'endinsa en el territori de l'abstracció: a partir la dècada de 1950 la seva pintura se centra en els rectangles de color. D'aquests anys destaquen obres com "Nombre 10", de 1950, que es troba al Museu d'Art Modern de Nova York (MOMA), o "Quatre ombres en vermell", de 1958, exposada actualment al Whitney Museum of American Art, a la mateixa ciutat.
A la fi de la dècada dels cinquanta, la seva obra es torna ombrívola, fosca, enfront de la llum que irradiaven els seus quadres en els anys anteriors. Un moment important de la seva trajectòria va ser l'exposició col·lectiva del 1960, al Musée des Arts Décoratifs del Louvre, a París, al costat d'autors com Jackson Pollock. Molts dels quadres van arribar des de Viena, on havien contribuït a una campanya de la CIA per a treure importància informativa al "Festival de la Joventut" que havia organitzat el moviment comunista el 1959. Llavors, Rothko ja estava vivint els seus últims anys.
Reconegut consumidor d'alcohol i de pastilles, l'artista patia depressió i tendia a recloure's, sobretot en els últims anys; arribava a pensar que el seu art no es comprenia, i es va suïcidar tallant-se les venes al febrer de 1970, al seu estudi de Nova York. Concloïa així el cicle de l'aventura pictòrica d'un dels principals exponents de l'expressionisme abstracte dels Estats Units.

## Etapes artístiques

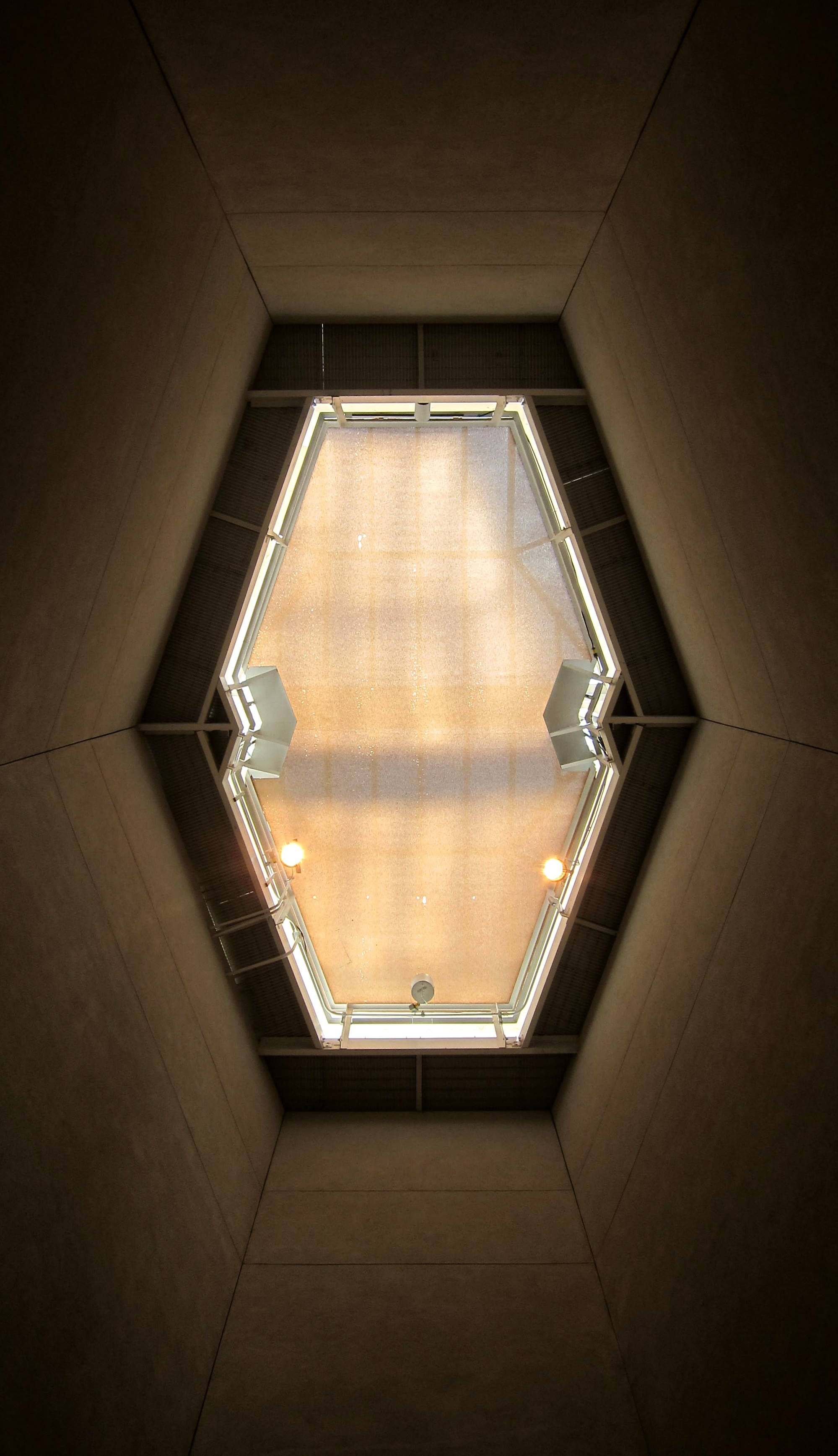
In the Tower: Mark Rothko, exposició de la seva obra a la National Gallery of Art (Washington DC, EUA)

En quatre dècades de treball va pintar uns 820 olis, dels quals aproximadament d'entre 350 i 400 són abstractes, a més, «era molt poc inclinat a exposar les seves obres»i preferia que no se seguís un ordre cronològic, que els quadres es presentessin agrupats per a potenciar «l'òptim efecte d'interacció entre ells», va detallar el mateix Rothko davant la retrospectiva que el MOMA de Nova York li va dedicar el 1961, (any en què Rothko ja estava catapultat com un dels principals exponents de l'Escola de Nova York al costat de Jackson Pollock).

### Primera etapa
Són les obres de finals dels anys trenta i principis dels quaranta, on posa de manifest les seves primeres influències: incorpora tècniques i imatges abstractes pròpies del surrealisme i es decanta per un estil pictòric sovint carregat de contingut mitològic i iconografia religiosa.
La "necessitat humana" es va gestant ja des de l'inici. Pinta quadres de paisatges urbans, preferentment al metro, amb figures aïllades plenes de patetisme. Rothko sembla voler treure les entranyes de Nova York per a qualsevol que pugui observar-lo des de fora, però des d'una visió atemporal i abstreta; el simbolisme i centralitat d'allò humà ja determina els seus quadres.
Les figures expressionistes es tornaran cada vegada més violentes per a aconseguir una emoció més intensa; a poc a poc Rothko mutila les figures fins que és tal la descomposició que les seves imatges es tornen informes. Aquest procés de convulsió succeeix vinculat als esdeveniments històrics: el desenvolupament de la Segona Guerra Mundial. També hauria pogut influir el sentiment de desarrelament (Rothko neix a l'Imperi Rus, però emigra als Estats Units), que va desvincular-lo de corrents localistes i va dirigir la seva pintura a temes del drama humà amb ambició d'universalitat.
Els anys que van del 1941 al 1946 signifiquen l'exploració de temes mítics, religiosos, i de les al·lusions a l'origen i a la mort. Despullat de figuració, Rothko pinta dictat per l'inconscient i fa imatges oníriques que si bé es dirigeixen cap a l'abstracció és per a accentuar els seus temes: el sentit tràgic de la vida. Temes mitològics com Èdip o Antígona, o la seva obra de 1942 "Presagi de l'Àguila"; i temes judeocristians com Getsemaní. La pretensió final era dur el mite a l'espectador, connectar el mite al seu temps, trencar l'espai per parlar de la vida i la mort al marge dels fets històrics.
És per això que considerava els seus quadres com drames al crear mites que evocaven la reflexió última sobre la vida; els construïa des de la matèria pictòrica. La creació del mite no té un caràcter religiós en el sentit tradicional de la paraula, sinó que suposa l'estructura adequada on recuperar la reflexió i establir el diàleg espiritual amb l'ésser contemporani.
A poc a poc abandona els títols mitològics i l'estètica de tipus surrealista, i és a partir de 1947 que la seva abstracció es fa més lírica i simbòlica fins a arribar al llenguatge de les seves composicions clàssiques el 1949.

### Segona etapa
Amb el grup d'obres "Pintures multiformes" (Multiform Paintings) de final dels anys quaranta, comença el seu enfocament basat en els colors purs en l'espai. Obres que eludeixen la utilització de signes i creen aquest àmbit de transcendència que culminarà en el clàssic d'àrees expansives de color que treballarà fins al final de la seva trajectòria artística i vital.
La forma sensible d'aquest drama seran els plànols infinits de color en expansió fins a alliberar a l'espectador en un estat contemplatiu. Les pintures passaran d'una fase on predominen colors lluminosos molt intensos a una altra caracteritzada per tonalitats fosques.
Després de donar un primer cop d'ull a qualsevol de les seves obres, el colorisme i l'absència de detall pot fer pensar en un art primitiu. Un art que reflecteix la falta de respostes en un món desconegut, i que serveixen per apropar-se a la natura, a la naturalesa humana del mateix artista, com un exercici introspectiu i necessari. Però Mark Rothko va més enllà de la representació de la seva realitat i de la mera expressió de les qüestions de caràcter existencial; a més a més, pretén evocar emocions i sentiments.

### Tercera etapa
En la seva maduresa artística, Rothko explora el potencial expressiu de camps rectangulars de colors lluminosos que semblen surar sobre la superfície del llenç. En aquesta tercera etapa arriba a la no–forma, a la simplificació de les imatges. Quadres d'una bellesa basada en una abstracció allunyada de la representació o mímesi, i l'absència de referències, que ens evoca emocions soterrades en allò més profund, un procés que manté l'espectador actiu mentre dura la contemplació.
Així doncs, una de les preocupacions fonamentals de Mark Rothko va ser sempre la relació entre obra i espectador; l'observador havia de veure's embolicat per l'ambientació per tal d'arribar a la contemplació espiritual.
L'espectador rebrà la seva meditació com una experiència mística, com un ritual religiós espiritualitat on quedarà absorbit per la seva creació. El trasllada a un estat contemplatiu. L'artista intima amb l'espectador, traslladant-lo a la seva dimensió espiritual.
Totes tenen un format horitzontal i estan dividides en dues parts: la inferior i la superior. No sol haver necessàriament simetria, però si una relació d'equilibri entre les diferents parts. A vegades, aquestes estan entremesclades en la part central.
Una peculiaritat és l'estreta franja que emmarca totes les pintures. Aquest èmfasi en els límits reals de la pintura intensifica l'efecte de quadre dintre del quadre, i contribueix a la sensació dominant en que l'espectador ja no veu uns camps de color dintre d'un quadre, sinó un quadre que s'afirma a través de la seva naturalesa plana. Al mateix temps, la reducció de la composició a una única divisió horitzontal també suggereix una relació amb el paisatge, com si l'espectador estigués mirant cap a l'infinit. En la rigidesa i monotonia de la fórmula composicional, els colors són la força. En cada composició aquests varien, encara que la paleta no sigui molt àmplia.
Utilitza una tècnica mixta amb base blanca calcària, que al principi produïa un brillant resplendor però que, a poc a poc, penetrava a les capes superiors fins aflorir a la superfície. Aquesta tècnica fa que el llenç quedi il·luminat per una llum opaca interior, una força interior que semblava procedir de l'interior d'aquest i no d'una font exterior a la pintura. Rothko experimenta amb la tècnica i amb la combinació de colors.
Aquestes taques de color, de forma rectangular i de límits poc definits no acostumen a ser planes i uniformes. Presenten gradacions, irregularitats, mescles que eviten el planisme de la composició i guanyen en volum.
En certa manera, en la recerca personal de l'artista només es pot arribar a una conclusió pessimista. En les darreres obres evoluciona cap a un dualisme més radical, cap a la lluita dels dos extrems. Sense experiments i sense matisos, per això utilitza el blanc i el negre com a colors únics que preveuen un mal final a l'existència humana.

## Influències artístiques
La figura del canvi més important entre el surrealisme europeu i el que hauria de seguir va ser Arshile Gorky. Gorky va estar especialment influït pel pintor xilè Roberto Matta, i el seu treball sovint s'acosta al que el veterà surrealista francès André Masson feia durant els anys que aquest últim va passar a Amèrica del Nord. No va arribar a prendre contacte amb André Breton fins al 1944 i això va completar el seu alliberament com artista.
Cap a l'any 1947 havia començat a superar els seus mestres i el camí pel qual els va sobrepassar va ser a través de la llibertat amb què va utilitzar els materials. La gosadia de la seva tècnica pot ser observada en la segona versió de "El Compromís", que data de 1947.
La idea d'una "dinàmica contínua" jugaria una part important en l'expressionisme abstracte i especialment en l'obra de Jackson Pollock. Com Gorky, Pollock es desenvolupà molt lentament. Havia nascut el 1912, i va passar la seva joventut a Califòrnia. El 1929 Pollock va deixar Los Angeles i se'n va cap a Nova York per estudiar. Durant la dècada dels trenta, com molts artistes estatunidencs de la seva generació, va caure sota la influència dels mexicans contemporanis. Més tard va caure sota la influència dels surrealistes, com li havia passat a Gorky, també va ser contractat per la galeria de Peggy Guggenheim. Cap a 1947 Pollock havia arribat a l'estil pel qual és més conegut: abstracció informal, lliure, basada sobre la tècnica del goteig i d'embadurnar pintura sobre la tela.
Una de les conseqüències més radicals del mètode de treball de Pollock, pel que fa a l'espectador, és que va canviar completament el tractament de l'espai. Pollock no ignora els problemes d'espai; les seves pintures no són planes. En canvi, crea un espai que és ambigu. Reconeixem la superfície de la pintura, però també el fet que gairebé tota la cal·ligrafia sembla estar suspesa més enrere de la superfície, en un espai que ha estat deliberadament comprimit i privat de perspectiva. Els ritmes alternants que fa servir Pollock tendeixen a suggerir una progressió espacial a través de la tela, més que directament cap a ella, però aquest moviment sempre està sota control i al final torna cap al centre, on està el pes principal del quadre. El fet que la imatge fos creada abans que el mateix límit de la tela hagués estat establert (era retallada després, per a adaptar-se al que s'havia produït) tendia a enfocar l'atenció en el moviment lateral. Aquest mètode d'organització una mica primitiu tindria conseqüències importants. Pollock era un artista subjectiu: per a ell la realitat interior era l'única realitat, definida com "essencialment religiosa".
Tant en el cas de Pollock com en el d'alguns altres, també sembla un gest d'allunyament de la societat i les seves exigències. Frank O'Hara descriu l'artista "torturat pel propi dubte i turmentat per l'ansietat". Pollock, no obstant això, no hauria tingut l'impacte que va tenir, primer a Amèrica del Nord i després a Europa, si hagués estat completament aïllat com pintor.

## Falsificacions de l'obra de Rothko
Una falsificació d'un quadre de Rothko, venut el 2004 a Domenico i Eleanore De Sole per 8.3 milons de dòlars, va ser la base d'una de les moltes demandes contra la galeria Knoedler de Nova York. Diversos experts en l'obra de Rothko van reconèixer, aleshores, davant un jutge, que no eren capaços de distingir entre falsificacions i originals. Entre els experts que no van saber autentificar les obres de Rothko es trobava David Anfam, autor de l'únic catàleg raonat de l'obra rothkiana.
El 1994, la mexicana Glafira Rosales, en nom de l'hereu d'un col·leccionista anònim suís, va vendre la primera falsificació a la galeria Knoedler. El company sentimental de Glafira Rosales, el gallec José Carlos Bergantiños Díaz, era qui encarregava els quadres a un copista xinès: Pei Shen Qian. Des de 1994 fins 2009 la galeria va adjudicar unes seixanta obres d'art falses a col·leccionistes i compradors per un total de 60 milions d'euros de facturació.
La galeria Knoedler, amb 170 anys d'història i una reputació impol·luta, va haver de tancar abruptament el 2011, quan la trama de les falsificacions es va destapar. La directora Ann Freedman va haver de deixar el lloc. De tots els implicats, només Glafira Rosales va reconèixer la seva implicació conscient en els fets. Rosales va ser comdemnada a nou mesos d'arrest domiciliari.
A més de Rothko, les falsificacions incloïen obres atribuïdes a Robert Motherwell, Jackson Pollock, Willem de Kooning, Franz Kline, Sam Francis, Lee Krasner, Clyfford Still o Barnett Newmanentre.